# Faculdade de Letras da Universidade Federal de Minas Gerais
A Faculdade de Letras da Universidade Federal de Minas Gerais é uma instituição localizada dentro do campus Pampulha da universidade.
Nela é lecionada o curso de letras, libras e matérias dos cursos de fonoaudiologia, turismo e teatro.

## Histórico
A Faculdade de Letras da UFMG (FALE) foi fundada em 26 de novembro de 1968, resultado do desmembramento da área de Letras da Faculdade de Filosofia, Ciências e Letras determinado pela Reforma Universitária Federal.
Enquanto área da Faculdade de Filosofia, Letras já funcionou no Colégio Marconi, no Instituto de Educação (até 1948), no Edifício Acaiaca e no prédio da rua Carangola.
Enquanto Faculdade de Letras, funcionou na Rua Carangola (5 º, 6º e 7º andares) e, a partir de 1983, funciona em seu prédio próprio no Campus da UFMG.
Quando de sua fundação, a Faculdade de Letras era estruturada em quatro departamentos: Departamento de Letras Vernáculas, Departamento de Letras Clássicas, Departamento de Letras Românicas e Departamento de Letras Germânicas.
Em 1978, deu-se o desmembramento do Departamento de Letras Vernáculas, com a criação do Departamento de Linguística e Teoria Literária.
Mais uma mudança na estrutura departamental da Faculdade de Letras foi implantada em 1988, com o desmembramento do Departamento de Linguística e Teoria Literária em dois departamentos: Departamento de Linguística e Departamento de Semiótica e Teoria da Literatura.
Em 1995, foi alterado o nome do Departamento de Letras Germânicas para Departamento de Letras Anglo-Germânicas, mantendo-se inalterada a sua constituição.
Em 2002, foi aprovado pelo Conselho Universitário da UFMG o Regimento da Faculdade de Letras que aboliu a estrutura departamental no âmbito da Unidade. Essa nova estrutura, inédita no âmbito das IFES brasileiras, foi concebida a partir da aprovação do novo Estatuto da UFMG, em vigor desde 1999, que faculta as suas unidades acadêmicas a opção por estruturas diferentes da estrutura departamental.
A nova estrutura da Faculdade de Letras foi implantada em março de 2003. 

## Cursos
A Faculdade de Letras oferece cursos em nível de Graduação, Pós-Graduação e Extensão.
Em nível de Graduação, a FALE oferece 12 habilitações nas modalidades Licenciatura e Bacharelado, nos turnos diurno e noturno.
Conta com dois Programas de Pós-Graduação: Programa de Pós-Graduação em Estudos Linguísticos (mestrado e doutorado e especializações em Linguagem e Tecnologia, Ensino e Gramática e Língua Inglesa) e Programa de Pós-Graduação em Estudos Literários (mestrado e doutorado) As aulas de Pós-Graduação são oferecidas no turno da tarde.
Através de seu Centro de Extensão (CENEX), a Faculdade de Letras oferece para a comunidade interna e externa da UFMG, cursos de extensão de línguas estrangeiras modernas – alemão, italiano, inglês, francês, espanhol e japonês – além dos cursos de línguas clássicas – grego e Latim – e português para estrangeiros.